# Дисикономии на мащаба
В икономиката дисикономиите от мащаба са недостатъците в разходите, които натрупват икономическите участници поради увеличаване на размера на организацията или на продукцията, което води до производство на стоки и услуги при увеличени разходи за единица продукция. Концепцията за дисикономии на мащаба е противоположна на икономиите от мащаба. В бизнеса липсата на икономии от мащаба е характеристика, която води до увеличаване на средните разходи, когато бизнесът надхвърли определен размер.